# 아우토스트라다 A1

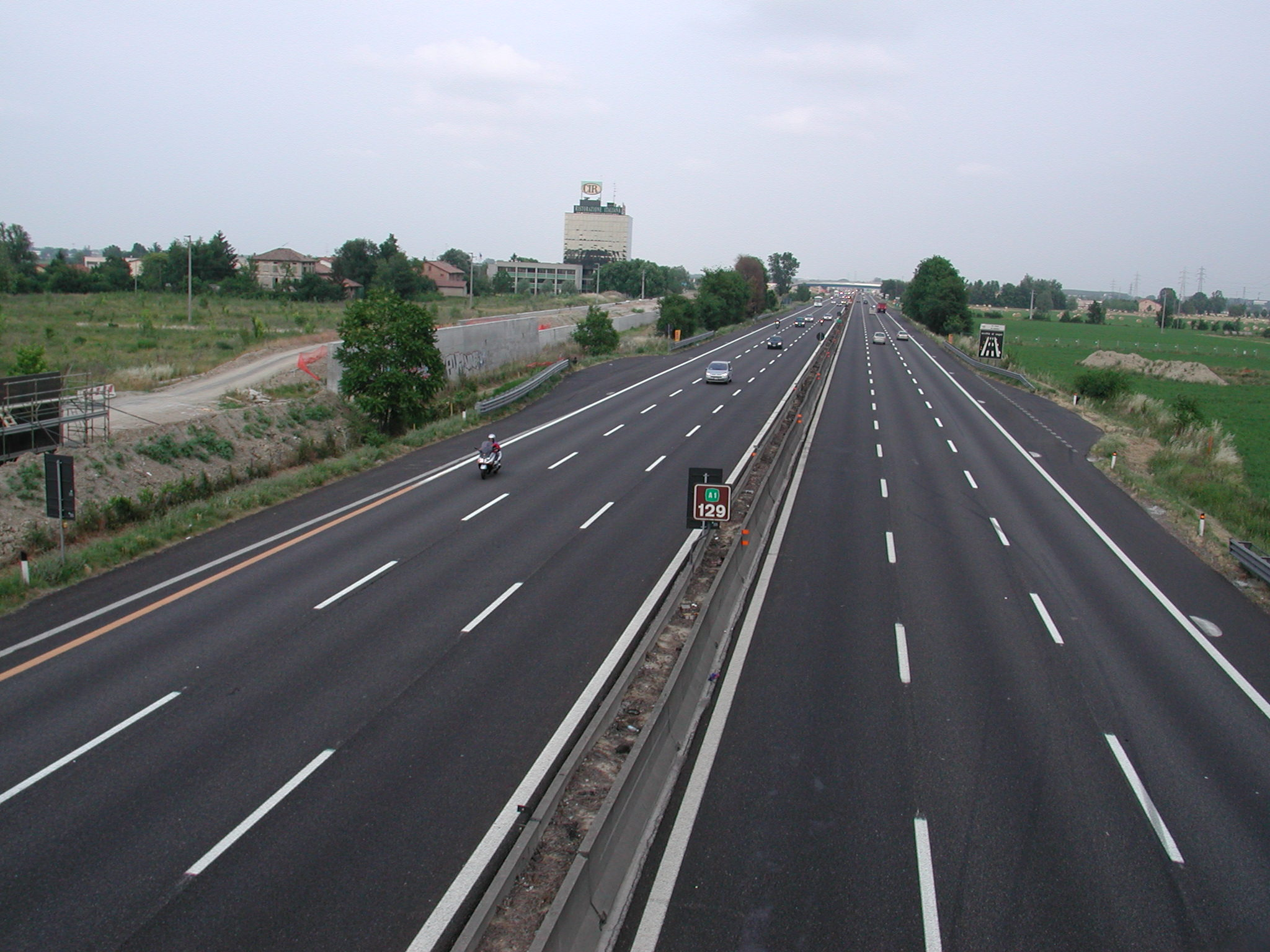
레조넬에밀리아를 관통하고 있는 고속도로 (아우토스트라다)

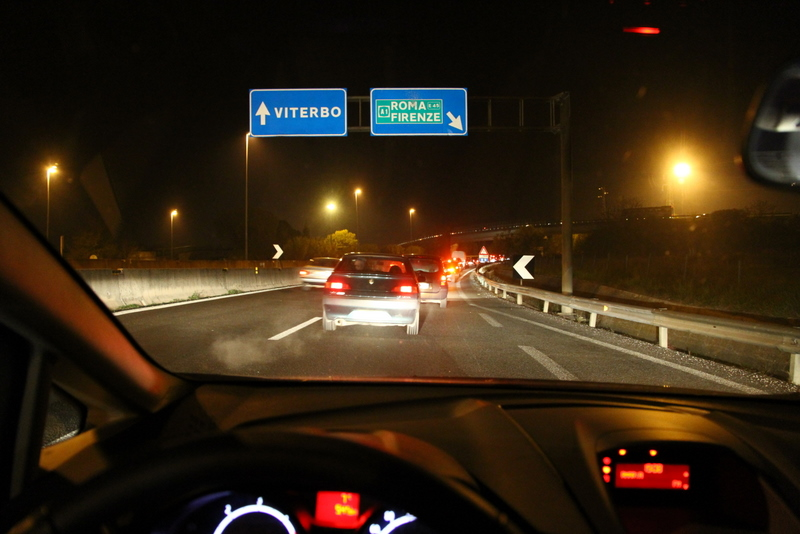
오르테의 한 나들목에서 SS 675 지방도와 직접적으로 만나고 있는 모습.

아우토스트라다 A1(이탈리아어: Autostrada A1, 별명 : Autostrada del Sole, Sun Motorway)은 밀라노에서 피렌체, 로마 등 이탈리아의 주요 도시를 거쳐 나폴리까지 이어주는 총 연장 759.6 km의 거리를 가진 아우토스트라다 노선이자 이탈리아의 고속도로 노선망이다. 그러나 이 고속도로는 가장 오래된 유럽 고속도로 노선이기도 하며, 이탈리아에서 매우 중요한 대동맥이다. 그래서 이탈리아의 경부고속도로 격에 해당되지만 이탈리아의 티레니아 지방을 중심으로 관통하고 있는 주요 도시들을 경유하며, 경유하는 도시들은 밀라노, 볼로냐, 피렌체, 로마, 나폴리 등이 있다. 그러니까 해당 고속도로가 아우토스트라다(이탈리아의 고속도로) 노선 중 가장 긴 최장 거리이다. 그리고 아우토스트라다 A14와도 병주하고 있는 것 외에도, 유럽 고속도로 35호선과 유럽 고속도로 45호선의 각 일부로 구성되어 있다.
이와 같이 아우토스트라다 A1이 생기기 직전까지만 하여도 밀라노에서 나폴리까지 이동할 때 걸리는 시간이 무려 2일이나 넘게 걸려 물자 낭비가 초래되었던 상태인 것이 지속되었지만, 훗날 고속도로의 개통을 계기로 소요시간을 7~8시간으로 대폭 단축시키는 효과가 있는 것으로 보인다.

## 같이 보기
- 아우토스트라다